# I feel love
«I feel love» és una cançó de la cantant estatunidenca Donna Summer. Produïda i coescrita per Giorgio Moroder i Pete Bellotte, va ser gravada per al cinquè àlbum d'estudi de Summer, I Remember Yesterday (1977). El concepte de l'àlbum era que cada tema evoqués una dècada musical diferent: per a «I feel love» l'equip pretenia crear un estat d'ànim futurista, emprant un sintetitzador Moog.
«I feel love» va ser publicada com a cara B del senzill Can't We Just Sit Down (And Talk It Over), que va assolir el número 20 a la llista Billboard de R&B. «I feel Love» va assolir el número u a països com Austràlia, Àustria, Bèlgica, Països Baixos i el Regne Unit. Va aconseguir el número tres a Alemanya Occidental i el número sis al Billboard Hot 100 dels Estats Units d'Amèrica la setmana del 12 de novembre de 1977.
«I feel love» es va fer popular durant l'era de la música disco, i va influir en artistes com David Bowie, Brian Eno, Kylie Minogue, The Human League i Blondie. Financial Times la va considerar una de les cançons més influents de tots els temps car va establir les bases de la música de ball electrònica. El 2011, la Biblioteca del Congrés dels Estats Units la va afegir al National Recording Registry com a «important culturalment, històricament o estèticament». Ha estat versionada per grups com Bronski Beat, Messiah i Sam Smith, i en català Els Surfing Sirles com a part de Romaní, semen i sang (2011).

## Història
«I feel love» es va enregistrar en una gravadora multipista, amb les diferents parts interpretades en un seqüenciador. Com que el Moog es va desafinar ràpidament, es va haver de gravar en ràfegues de 20 o 30 segons abans de tornar-se a sintonitzar. Per a crear el so de xarleston, l'equip va agafar el soroll blanc generat pel Moog i el va processar amb un envolvent acústic. Com que el Moog no va poder crear un so de bombo satisfactori, el baterista Keith Forsey el va tocar amb una bateria real. A banda de la veu, el bombo és l'únic element de la cançó que no toca cap màquina. La lletra va ser escrita per Bellotte i Summer va gravar la seva veu en una sola presa.
«I Feel Love» va ser la primera cançó que va combinar bucles repetitius de sintetitzador amb un bombo continu four-on-the-floor i un xarleston fora de temps, que es va convertir deu anys després en una característica destacada del tecno i la música house. Cada nota de la línia de baix es duplica per un efecte de retard. La línia de baix sense modificar es reprodueix pel canal esquerre i la repetició lleugerament retardada pel dret, creant un efecte de parpelleig semblant a un estroboscòpic.
«I feel love» està en la tonalitat de do major. La versió de l'àlbum té una durada de 5:53. Es va ampliar a 8:15 per al seu llançament com a maxi-single de 12 polzades, i s'inclou a la recopilació de 1987 The Dance Collection: A Compilation of Twelve Inch Singles. La cançó també es va editar a 3:45 en el format de 7 polzades. Aquesta versió s'ha inclòs en un gran nombre de recopilatoris de grans èxits de PolyGram, Mercury Records i Universal Music, com ara Endless Summer: Greatest Hits de 1994 i The Journey: The Very Best of Donna Summer de 2003. Es va publicar una nova edició de 3:20 al primer àlbum recopilatori de Donna Summer On the Radio: Greatest Hits Volumes I i II.